# Aalberg
De Aalberg is een heuvel in het Gooi in de Nederlandse provincie Noord-Holland. De heuvel ligt in de gemeente Gooise Meren op de Naarder Eng ten noordwesten van Huizen. De heuvel is 9 meter hoog. Op de top bevindt zich een uitzichtpunt dat uitkijkt over het Gooimeer.

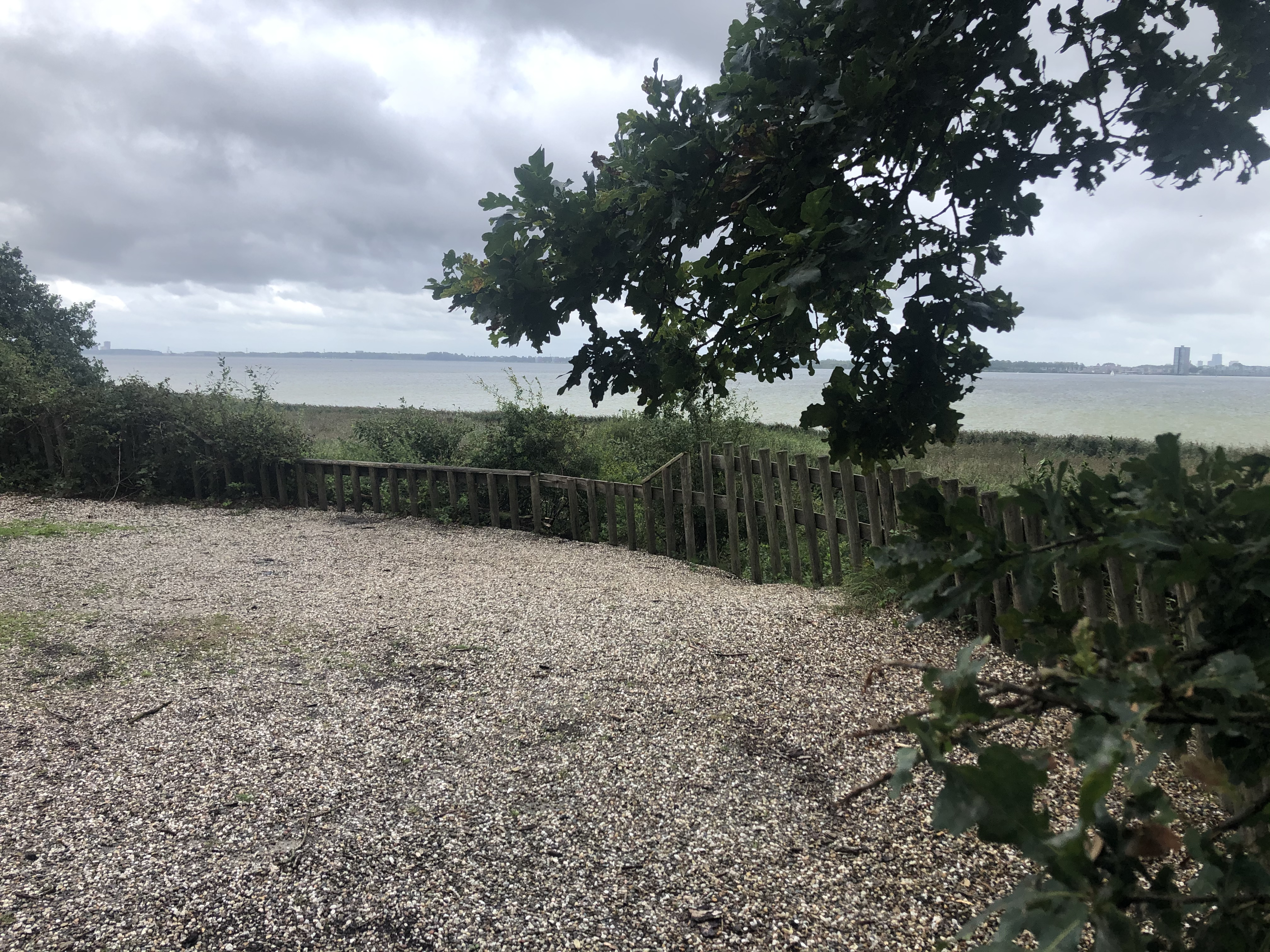
Uitzicht over het Gooimeer vanaf de Aalberg

Andere heuvels in het gebied zijn de Woensberg, Tafelberg, Trapjesberg, Sijsjesberg, Eukenberg en de Leeuwen- of Venusberg.